# Гусейнов, Ислам Расулович
Ислам Расулович Гусейнов (род. 15 февраля 2000, Хасавюрт, Дагестан) — российский и белорусский борец вольного стиля. Чемпион Белоруссии (2025), вице-чемпион Белоруссии (2023, 2024)

## Карьера
Ислам Гусейнов — воспитанник хасавюртовского УОР, где тренировался под руководством Али Исхакова. В 2019 году сменил спортивное гражданство с российского на белорусское. Ислам становился обладателем Кубка Беларуси среди взрослых, завоевал «серебро» юниорского первенства Белоруссии и победил на нескольких молодёжных турнирах. В середине августа 2020 года на чемпионат Белоруссии по вольной борьбе U23 в весе до 57 кг завоевал серебряную награду, проведя три поединка: два выиграл досрочно по баллам, а в финале уступил Дмитрию Шамело из Гомеля. 12 января 2023 года в городе Молодечно в финале чемпионата Белоруссии уступил Нюргуну Скрябину. В середине августа 2024 года в городе Гродно, в финальном поединке категории до 65 кг уступил гомельцу Анатолию Громыко, став серебряным призёром чемпионата Белоруссии. 15 января 2025 года в Минске, победив в финале Анатолия Громыко, стал чемпионом Белоруссии.

## Личная жизнь
Ислам Гусейнов является племянником старшего тренера сборной Дагестана по вольной борьбе Гайдара Гайдарова и многолетнего лидера белорусской сборной Мурада Гайдарова.

## Результаты
- Первенство Белоруссии по вольной борьбе среди юниоров 2020 — ;
- Гран-при «Александр Медведь» (Минск, 2021) — ;
- Чемпионат Белоруссии по борьбе 2023 — ;[1]
- Игры стран СНГ 2023  — ;
- Чемпионат Белоруссии по борьбе 2024 — ;[1]
- Чемпионат Белоруссии по борьбе 2025 — ;